# Frisbee nos Jogos Mundiais
O Frisbee nos Jogos Mundiais já aconteceram em 4 oportunidades. Na sua primeira aparição, em Akita-2001, era composto por 2 modalidades: Ultimate Frisbee e Disc Golf. A partir da 2a edição, ficou restrito apenas a modalidade Ultimate Frisbee.

## Ultimate Frisbee
| Edição         | Ouro           | Prata          | Bronze    |
| -------------- | -------------- | -------------- | --------- |
| 2001 Akita     | Canadá         | Estados Unidos | Japão     |
| 2005 Duisburg  | Estados Unidos | Austrália      | Canadá    |
| 2009 Kaohsiung | Estados Unidos | Japão          | Austrália |
| 2013 Cali      | Estados Unidos | Austrália      | Canadá    |

## Participações
| Equipes        | Participações |                      |                |                |
| -------------- | ------------- | -------------------- | -------------- | -------------- |
| Estados Unidos | 4             | 3 (2005, 2009, 2013) | 1 (2001)       | –              |
| Canadá         | 4             | 1 (2001)             | –              | 2 (2005, 2013) |
| Austrália      | 3             | –                    | 2 (2005, 2013) | 1 (2009)       |
| Japão          | 4             | –                    | 1 (2009)       | 1 (2001a[›])   |

- Nota: a)País-sede.

## Disc golf

### Masculino
| Edição     | Ouro          | Prata            | Bronze          |
| ---------- | ------------- | ---------------- | --------------- |
| 2001 Akita | Barry Schultz | Michael Sullivan | Jesper Lundmark |

### Feminino
| Edição     | Ouro           | Prata                    | Bronze      |
| ---------- | -------------- | ------------------------ | ----------- |
| 2001 Akita | Juliana Korver | Niloofar Mosavar Rahmani | Ruth Steele |